# احمد بن کیغلغ
احمد بن کیغلغ (عربی: أحمد بن كيغلغ؛ ۱ ژانویهٔ ۰۸۰۱ – ۱ ژانویهٔ ۰۹۰۱) فرمانروای ترک‌تبار شام و مصر در دوران خلافت عباسی بود.